# 제5SS기갑사단 비킹
제5SS기갑사단 비킹(독일어: 5. SS-Panzer-Division „Wiking“)은 나치 독일 무장친위대의 사단 중 하나이다. 38개 무장친위대 사단 중 정예사단에 속했다. 덴마크, 노르웨이, 스웨덴, 핀란드, 에스토니아, 네덜란드, 벨기에 등 외국의 의용병들로 이루어져 있었다. "비킹"이란 바이킹을 뜻한다. 제2차 세계 대전 당시 독소전쟁에 종군했으며, 1945년 5월 오스트리아에서 미군에게 항복했다.